# Ludovico Magrini
Ludovico Magrini  (né le 4 avril 1937 à Tarquinia dans la province de Viterbe, (Latium) - mort à Rome le 8 novembre 1991) est un journaliste et un archéologue italien.

« Le ciment idéal d'une communauté est formé par la conscience de sa propre culture et par la capacité que nous avons de la conserver et de l'accroître. »

— Ludovico Magrini

## Biographie

### Activité journalistique
En 1955 il a été rédacteur à L'Osservatore Romano grâce à une recherche sur les Concilii Ecumenici.
De 1960 à 1966 il a dirigé la Stampa Italiana nel Mondo (SIM), agence de presse pour les journaux italiens à l'étranger. En 1961 il a été journaliste et rédacteur en chef de la KDIA, une radio italo-américaine dont le siège est à San Francisco.

### Engagement dans la défense des Biens Culturels
En 1955 il a fondé l'association Italia Nuova, un mouvement la jeunesse culturelle et publia le journal étudiant l'Idea.
En 1960 il a fondé à Tarquinia l'Unione Archeologica dell'Etruria (« Union Archéologique de l'Étrurie ») dans le but de sensibiliser l'opinion publique au problème des Biens Culturels. L'association a été dissoute en 1961.

### La naissance desGruppi Archeologici d'Italia
En 1962 il a fondé la revue Archéologia, encore publié comme organe officiel de presse des Gruppi Archeologici d'Italia (« Groupes Archéologiques d'Italie »), dont les principales lignes éditoriales étaient la dénonciation de la dégradation du patrimoine historico-artistique italien et développa l'idée innovatrice, pour l'époque, du volontariat culturel.
En 1963 est né le Gruppo Archeologico Romano (« Groupe Archéologique Romain ») et en 1964 le Centro Italiano di Ricerca Archeologica (CIRA), qui en 1965 se transforma en Gruppi Archeologici d'Italia (G.A. d'Italia). Les groupes encore actifs aujourd'hui ont été ses principales occupations tout au long de sa vie.
À la fin des années 1980 il s'est évertué à vouloir lier des accords avec d'autres associations européennes œuvrant dans le même domaine. Le 18 avril 1990 il fonda à Rome, au Campidoglio, le Forum Europeo delle Associazioni Archeologiche maintenant appelé Koiné - Forum Europeo delle Associazioni per i Beni Culturali, dont font  partie les Groupes Archéologiques d'Italie.

## Sources
- (it) Cet article est partiellement ou en totalité issu de l’article de Wikipédia en italien intitulé « Ludovico Magrini » (voir la liste des auteurs).